# Teophilos Korydalleus
Teophilos Korydalleus (n. 1570, Atena – d. 1646, Atena) a fost un filosof grec.

## Biografie
Studiază la Atena, apoi la Colegiul catolic „Sf. Atanasie” la Roma. Studii de filosofie și medicină la Universitatea din Padova, cu Cesare Cremonini. Profesor pe lângă comunitatea greacă din Veneția (1609-1614), apoi în Cefalonia (1614-1620) și la Zanta (1620-1625). Numit de Kyrillos Lukaris, de care era apropiat, director al Academiei Patriarhale din Constantinopol și Mare Dragoman al Patriarhatului Ecumenic în 1625, va păstra aceste funcții până în 1641, când părăsește definitiv Constantinopolul, fiind înscăunat de către patriarhul Parthenius I mitropolit de Arta și Naupactos. Ca urmare a unei campanii de denigrare condusă de Meletios Syrigos, acuzat de a fi răspândit idei de orientare calvinistă, este suspendat din scaun și se stabilește la Atena, unde continuă să predea filosofia până la moarte.

## Însemnătate
Vreme de aproape două veacuri, de la 1615 la 1780, lucrările filosofice ale lui Korydalleus au constituit unicul învățământ filosofic în școlile superioare grecești și în bună parte din școlile din lumea ortodoxă, cum ar fi Academiile domnești de la Iași și București, întemeiate de Vasile Lupu (1645) și Șerban Cantacuzino (1675). Korydalleus era perceput în așa măsură ca fiind legat de aristotelism, încât adjectivul «korydaleic» devenise sinonim cu «scolastic». În chip evident, Korydalleus a întreprins de unul singur pentru țările balcanice munca pe care iezuiții au asumat-o în echipă pentru școlile din Occident. De altfel, din corespondența cu elevul și prietenul său Ioannes Karyophilles, care se găsea în Țara Românească, rezultă că, puțin înaintea morții sale, Korydalleus fusese invitat în Valahia. Lucrările lui Korydalleus fie au fost tipărite, fie se păstrează în copii manuscrise, ce se găsesc în număr însemnat în bibliotecile a numeroase mănăstiri și în biblioteci publice din Răsăritul ortodox, dar și în unele biblioteci din Occident. Academia Română are colecția cea mai completă din aceste manuscrise. Biblioteca Academiei Române și Biblioteca Centrală Universitară din Iași posedă laolaltă cca 150 de manuscrise ale lui Teophilos Korydalleus, majoritatea fiind caiete ale unor elevi ce au frecventat Academiile domnești.

## Cărți
- Περὶ επιστολικῶν τύπων (Epistolar), Londini, Ex officina G[ulielmi] S[tansby] typographi, 1625; Moschopolis, 1743; En Allē tēs Saxonias [Halle], en tē typographia tou Baer, 1768; Veneția, 1786;
- Εἰς ἁπασαν τὴν Λογικὴν τοῦ Ἀριστοτέλους ὑπομνήματα καὶ ζητήματα  (Logica), Veneția, 1729;
- Εἴσοδος φυσικῆς ἀκροάσεως κατ᾽ Ἀριστοτέλην (Fizica), Veneția, 1779;
- Γενέσεως καὶ φϑορᾶς περὶ κατ᾽ Ἀριστοτἐλην  (Tratatul despre generare și corupere, după Aristotel), Veneția, 1780.
- Oeuvres philosophiques de Théophile Corydalée, Association internationale d'études du sud-est européen, 1973 (vol.1 Introduction à la logique, vol. 2 Commentaire à la Métaphysique)